# Didier Défago
Didier Défago (Morgins, 2 oktober 1977) is een Zwitserse alpineskiër en architect.
Défago is sinds 1998 professioneel sporter en werd in 1996 wereldkampioen bij de junioren op de Super G. Hij werd twee keer kampioen van Zwitserland, in 2003 in Verbier won hij de afdaling en in 2004 in Val-d'Illiez de reuzenslalom. Eén keer won Défago een wereldbekerwedstrijd, in 2003 in Val Gardena zegevierde hij op de Super G. Défago kwam vier keer uit op een wereldkampioenschap. Grootse successen behaalde de Zwitser er echter niet. Zijn beste resultaat was een vierde plaats op de super combinatie in 2007 in het Zweedse Åre.
Défago kwam drie keer uit op de Olympische Spelen. In 2002 in Salt Lake City werd hij 6e op de Super G, 14e op de reuzenslalom en 21e op de afdaling. In Turijn in 2006 werd hij 16e op de Super G, weer 14e op de reuzenslalom, 26e op de afdaling en op de combinatie werd hij niet geklasseerd. Tijdens de Olympische Winterspelen 2010 in Vancouver veroverde Défago olympisch goud op het koningsnummer, de afdaling.

## Resultaten

### Titels
- Zwitsers kampioen reuzenslalom - 2004, 2012
- Olympisch kampioen afdaling - 2010
- Zwitsers kampioen afdaling - 2003

### Olympische Spelen
| Jaar | Plaats         | Resultaten                                               |
| ---- | -------------- | -------------------------------------------------------- |
| 2002 | Salt Lake City | 6e Super G 14e Reuzenslalom 21e Afdaling                 |
| 2006 | Turijn         | 14e Reuzenslalom 16e Super G 26e Afdaling DNF Combinatie |
| 2010 | Vancouver      | Afdaling · 15e Super-G · DNF Supercombinatie             |
| 2014 | Sotsji         | 14e Afdaling DNF1 Super-G DNF1 Reuzenslalom              |

### Wereldkampioenschappen
| Jaar | Plaats                 | Resultaten                                                   |
| ---- | ---------------------- | ------------------------------------------------------------ |
| 2001 | Sankt Anton am Arlberg | 11e Super G                                                  |
| 2003 | Sankt Moritz           | 7e Combinatie 21e Super G 22e Reuzenslalom                   |
| 2005 | Bormio                 | 6e Afdaling 7e Super G 12e Reuzenslalom 14e Combinatie       |
| 2007 | Åre                    | 4e Supercombinatie 10e Afdaling 13e Reuzenslalom 17e Super G |
| 2009 | Val-d'Isère            | 8e Super-G 20e Reuzenslalom DNF1 Afdaling                    |
| 2013 | Schladming             | 8e Afdaling 26e Super G DNF2 Reuzenslalom                    |
| 2015 | Vail/Beaver Creek      | 7e Super G 11e Afdaling                                      |

### Wereldbeker
Eindklasseringen
| Seizoen   | Algm | AD    | SL  | RS  | SG    | SC    |
| --------- | ---- | ----- | --- | --- | ----- | ----- |
| 1995/1996 | 126e | -     | -   | -   | 38e   | -     |
| 1997/1998 | 138e | -     | -   | 54e | -     | -     |
| 1998/1999 | 93e  | -     | -   | -   | 29e   | -     |
| 1999/2000 | 27e  | 39e   | -   | 15e | 16e   | -     |
| 2000/2001 | 24e  | 17e   | -   | 23e | 13e   | -     |
| 2001/2002 | 14e  | 34e   | -   | 13e | 7e    | 7e    |
| 2002/2003 | 11e  | 18e   | 53e | 11e | 7e    | 7e    |
| 2003/2004 | 32e  | 21e   | -   | 31e | 26e   | 13e   |
| 2004/2005 | 6e   | 15e   | -   | 14e | 4e    | Brons |
| 2005/2006 | 15e  | 9e    | 52e | 21e | 22e   | 9e    |
| 2006/2007 | 14e  | 21e   | 61e | 9e  | 14e   | 15e   |
| 2007/2008 | 9e   | 9e    | -   | 18e | 4e    | 21e   |
| 2008/2009 | 6e   | Brons | -   | 20e | Brons | -     |
| 2009/2010 | 12e  | 8e    | -   | 28e | 12e   | 8e    |
| 2011/2012 | 18e  | 13e   | -   | 17e | 19e   | 23e   |
| 2012/2013 | 30e  | 29e   | -   | 19e | 26e   | -     |
| 2013/2014 | 19e  | 16e   | -   | 36e | 6e    | -     |
| 2014/2015 | 18e  | 13e   | -   | -   | 9e    | -     |

Wereldbekerzeges
| Datum            | Plaats      | Onderdeel |
| ---------------- | ----------- | --------- |
| 20 december 2002 | Val Gardena | Super G   |
| 17 januari 2009  | Wengen      | Afdaling  |
| 24 januari 2009  | Kitzbühel   | Afdaling  |
| 29 december 2011 | Bormio      | Afdaling  |
| 26 januari 2014  | Kitzbühel   | Super G   |